# 神聖法
神聖法 (Divine Law), 一般指基督教, 猶太教, 或是回教信徒認為是來自上帝的法律. (例如十戒)